# Teatro Cressoni
Il Teatro Cressoni era uno storico teatro di Como, successivamente trasformato in cinematografo e definitivamente chiuso nel 1997.

## Storia
Il teatro nacque nella seconda metà del XIX secolo per iniziativa di Annibale Cressoni, patriota, poeta e giornalista. L'edificio teatrale, costruito nel luogo dove dal 1335 al 1786 si trovava un monastero domenicano dedicato a Sant’Anna, venne progettato da Pietro Luzzani. La volta della sala fu affrescata da Vincenzo De Bernardi, mentre le decorazioni interne erano di Luigi Borgomainerio. A Giovanni Pessina, costumista e scenografo della Scala, vennero invece affidate la pittura delle scene e del velario, che rappresentava il vecchio porto di Como con diversi personaggi cittadini dell'epoca.
L'apertura del Teatro Cressoni (inizialmente chiamato semplicemente Teatro Nuovo) avvenne il 30 dicembre 1870 con la rappresentazione del dramma Il proscritto, anche se l'inaugurazione ufficiale ebbe luogo la sera del 4 marzo 1871, quando il maestro Eugenio Tagliabue diresse i cantanti Agnese Despuez, Luigia De Fanti, Giacomo Artoni, Nicolò Azzalini e Giacomo Sampieri nell'opera verdiana Il trovatore.
Dei circa novanta spettacoli lirici portati in seguito sul palco, l'opera più frequentemente rappresentata fu proprio Il trovatore, seguita dal Barbiere di Siviglia, Un ballo in maschera, Ernani, Rigoletto, Crispino e la comare, Linda di Chamounix, La sonnambula, Lucia di Lammermoor.
I più importanti spettacoli della storia del Teatro Cressoni furono certamente la Lucia di Lammermoor e il Barbiere di Siviglia del 1901, che videro come protagonista Luisa Tetrazzini, mentre l'ultima opera lirica rappresentata fu una Carmen interpretata da Maria Passeri, nel 1907.
Al Cressoni andarono in scena anche operette e drammi, questi ultimi portati sul palco da compagini come la Compagnia Milanese di Edoardo Ferravilla (la quale transitava dal Cressoni quasi ogni anno), la Compagnia Goldoniana di Giacinto Gallina, la Compagnia Comica Italiana Dina Galli, le compagnie di Giacinta Pezzana, di Italia Vitaliani, di Ermete Zacconi e di Ernesto Rossi.
Rivolta ad un pubblico più popolare rispetto a quello del Teatro Sociale, la programmazione del Cressoni (che era aperto quasi tutte le sere dell'anno) presentava proposte estremamente variate: perfino spettacoli di marionette, di lottatori, di nani, di prestigiatori. Al Cressoni, il 12 maggio 1897, avvenne inoltre la prima proiezione a Como del Reale Cinematografo Lumière.
Nel 1910 il Teatro fu chiuso per una ristrutturazione degli interni, finalizzata a portare la capienza massima della struttura a 800 spettatori. Nel 1913, il teatro venne riaperto al pubblico, con funzioni di cinematografo. Conservò il nome di Cressoni fino al 1932, quando venne ribattezzato Odeon. Una trentina d'anni dopo, subìte ulteriori trasformazioni, diventò Cinema Centrale, fino a che nel 1997 fu definitivamente chiuso.
Nel 2018 l'interno dell'edificio venne demolito, cosicché del Teatro restarono solo i muri perimetrali. Durante l'esecuzione di successivi lavori edili, il 5 settembre 2018 è stato rinvenuto nel sottosuolo un recipiente di pietra ollare d'epoca romana contenente mille monete auree di età tardo-imperiale.